# Fly'n
Fly'n, stylisé FLY'N, est un jeu vidéo de plates-formes et de réflexion sorti en novembre 2012 développé par Ankama Play pour PC. Un compte Steam est nécessaire pour pouvoir jouer à Fly'n, jusqu'à sa distribution gratuite en 2021.
Le joueur incarne un bourgeon issu d'un Arbre Monde. Le jeu a reçu une distinction honorable dans la catégorie « Art » lors de l'Independent Games Festival 2013.

### Critique
- (es) Jorge Cano, « Análisis de Fly'N (PC) », sur Vandal, El Español, 26 novembre 2012
- Kahn Lust, « Fly'n : Naturellement bon », Canard PC, no 266,‎ 3 décembre 2012